# Iso-Kairi
Iso-Kairi är en sjö i kommunen Vichtis i landskapet Nyland i Finland. Sjön ligger 99,3 meter över havet. Arean är 43 hektar och strandlinjen är 4,5 kilometer lång. Sjön  ingår i Karisåns huvudavrinningsområde.   Den ligger omkring 44 km norr om Helsingfors. 